# 코스미시즘
코스미시즘(宇宙的恐怖, 영어: cosmicism)은 미국의 소설가 하워드 필립스 러브크래프트가 자신의 괴기물에서 발전시켜 제시한 문예철학이다. 우주주의라고도 한다.
러브크래프트의 공포관을 요약하면 이 우주에는 우리가 인지할 수 있는 신적 존재, 예컨대 기독교의 하나님 같은 것이 없으며, 은하간 우주 수준의 거대한 규모에서 인간은 딱히 유의미한 존재가 아니라는 것이다. 그래서 러브크래프트식 괴기물에서는 인간이 자신과는 비교할 수 없이 거대한 우주를 대면하고 자신의 무의미함을 받아들이지 못해 공포에 질리고 미쳐 버리는 것이다. 즉슨 우주의 공허에 대한 두려움이 바로 우주적 공포다.
우주주의는 인본주의와 양립 불가능하다.  우주주의는 허무주의와 많은 특성을 공유하지만, 우주주의는 인간 존재 그 자체와 인간의 모든 행동이 무의미함을 강조하는 경향이 있다. 러브크래프트의 크툴루 신화에서 우주적 규모에서 유의미한 행적을 남기는 것은 우주적 존재들 뿐인데, 그들의 행동에 담긴 의미나 의도를 인간은 절대 이해할 수 없다. 드림랜드 연작에서는 공포스럽기보다는 몽환적으로 이를 탐구하지만, 여기에서도 인간이 무의미하기는 마찬가지다.
코스미시즘은 매우 염세적인 것처럼 보이지만, 러브크래프트는 스스로를 염세주의자가 아니라, 단지 "과학적", "우주적" 무관심론자(scientific or cosmic indifferentist)일 뿐이라고 주장했다.  실제로 러브크래프트의 우주적 존재들이 인류에게 취하는 태도는 대개 악의적이라기보다는 무관심이다. 이 무관심함 역시 우주주의의 중요 주제 중 하나다. 러브크래프트의 우주적 존재들은 종종 "신"으로 지칭되고 그의 작품들도 크툴루 "신화"라고 하지만, 러브크래프트가 이 우주적 존재들이 초자연적인 존재라고 설정한 적은 한 번도 없다. 이 존재들은 그저 거대하고 막강한 외계생명일 뿐이며, 그들이 따르고 있는 물리법칙을 인간이 아직 이해하지 못하고 있기 때문에 마치 마술적이거나 초자연적인 것처럼 착각하게 되는 것이다. 이들 우주적 존재들은 사악하기 때문에 인류에게 위험한 것이 아니다. 그들은 딱히 선하지도 악하지도 않다. 그러나 인간의 도덕과 윤리가 그들의 입장에서는 먼지만큼도 의미가 없는 것이기 때문에 인류에게는 위험하다. 그리고 그들은 우주 깊은 곳, 인간의 이해가 미치지 않는 세계에 존재한다. 러브크래프트는 그런 종류의 우주를 생각했던 것이다.
이런 러브크래프트 철학에 동의하지 않더라도 독자는 러브크래프트 작품을 읽으면서 어느 정도의 공포를 느낄 수 있는데, 예컨대 더니치 호러나 다곤 같은 작품들에서는 주인공이 미치거나 죽은 뒤 나머지 인류들에게도 무언가 알 수 없는 끔찍한 위험이 닥쳐오리라고 시사하기 때문이다.

## 같이 보기
- 부조리
- 결정론
- 실존주의
- 운명론
- 인간혐오
- 혐신론